# Ґастон Паріс
Ґастон Парі (Паріс) (фр. Gaston Paris; 9 серпня 1839 — 5 березня 1903, Канни) — французький дослідник середньовічної літератури.

## З біографії
З 1872 займав катедру свого батька, Полена Паріса, в Collège de France; з 1896 член Французької академії, в якій зайняв крісло Пастера.
На початку своєї наукової діяльності Паріс, який здобув свою освіту в німецьких університетах і слухав у Бонні знаменитого Фрідріха Діца, проводив прийоми та методи німецької школи, бувши гарячим поборником їх у Франції. Сюди, між іншим, належить його «Histoire poétique de Charlemagne» (1866). Його критичне видання «Vie de saint Alexis, poème du XI siècle» (1872, у співпраці з Паньє), було визнано «таким, яке прокладає нові шляхи» щодо сміливості підходу до питання, суворої методичності прийомів та оригінальності висновків.
Подальші видання Паріса: «Chansons du XV siècle» (1875), «Vie de saint Gilles» (1881), «Extraits de la Chanson de Roland» (4 видавництва, 1893) та ін. 1872 року він видав переклад граматики романських мов Діца. У «Journal des Savants» з'явився ряд його монографій, із захопливою формою та оригінальним змістом: «Les fabulistes latins» (1884—1885), «Les cours d'amour» (1888), «Les chants populaires du Piémont» (1889), «Les origines de la poésie lyrique» (1892), «La légende de Saladin» (1893), «Le Roman de Renard» (1895). Багато хто з них вийшли і окремими виданнями.
Дослідження Паріса друкувалися у «Histoire littéraire de la France». Окремими виданнями з'явилися статті та лекції його під назвою «La poésie au Moyen Age» (1885—1895), коротке, але найвищою мірою змістовне керівництво «La littérature française an moyen-âge» (2 видавництва, 1890), «Le juif errant» (1889), «Penseurs et poètes» (1896; етюди про Джемса Дарместетера, Ренана, Сюллі-Прюдом та ін.).
Часто розходячись з Теном у підході до питань та методах дослідження, Паріс засвоїв собі його виключно історико-культурний метод щодо літератури. Наукові роботи Паріса не вичерпуються вивченням пам'яток і гіпотезами, часом блискучими, щодо темних питань про «зачатки» чи генезу відомого історико-літературного явища, форми слова, звуку: у нього, як і у Тена, живе почуття поезії нерідко призводить до тонкої оцінки того чи іншого твору та з погляду суто художньої.
Деякі з таких оцінок Паріса (судження про Chanson de Roland, про кельтську поему, про Трістана і Ізольду, про Roman de la Rose, про поезію Гійома Машо та ін.) вважаються зразковими за своєю влучністю.
1884 року визначив, що автором частини анонімного перекладу «Метаморфоз» Овідія старофранцузькою мовою, відомого під назвою «Повчальний Овідій» (фр. Ovide Moralisé), був Кретьєн де Труа і назвав цю частину тексту поемою «Філомена».